# Risalamande

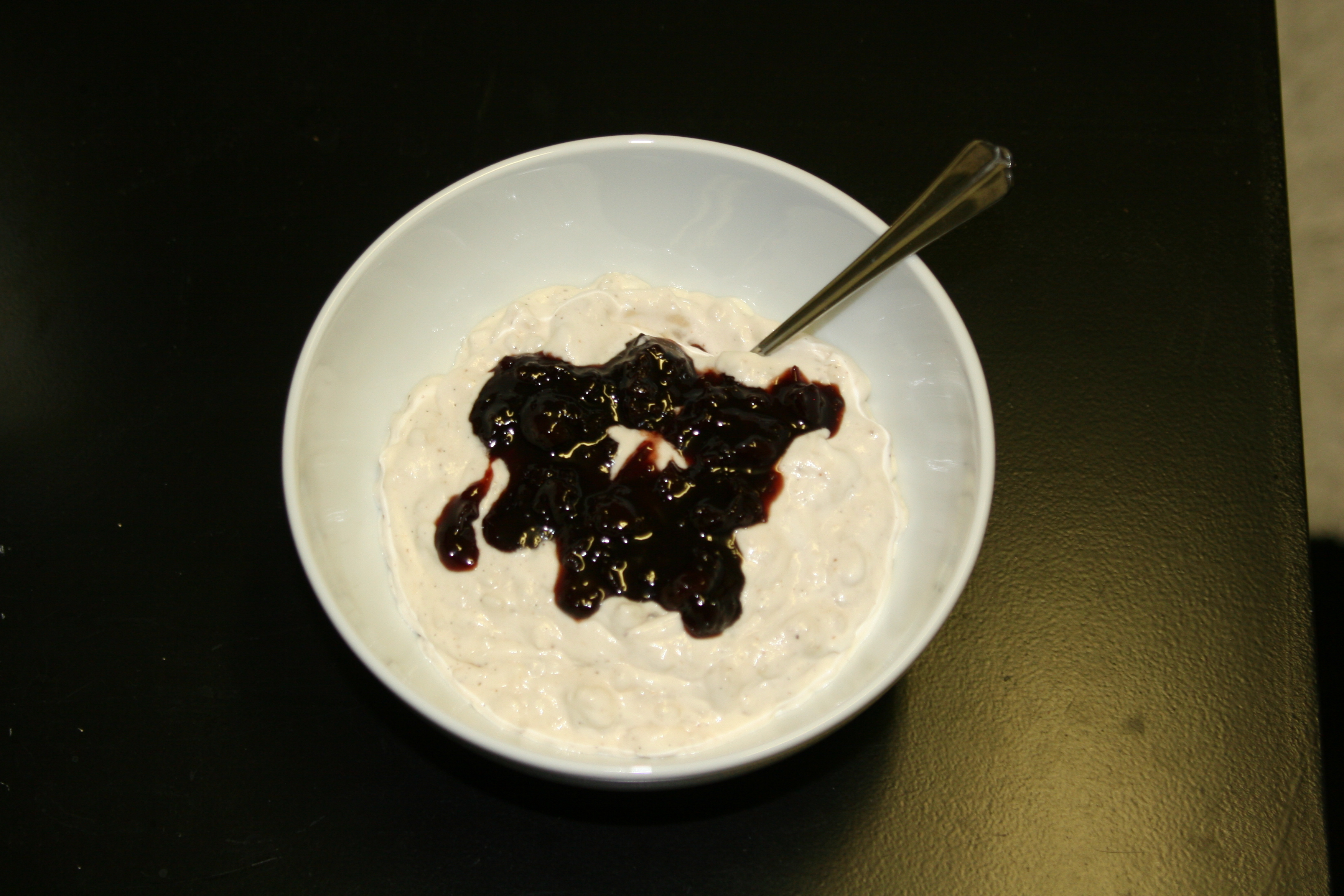
Risalamande mit Kirschsauce

Risalamande (französisch riz à l’amande) ist ein dänisches Reis-Dessert (deutsch Reis mit Mandel). Das Wort ist aus dem Französischen gebildet, aber trotz des französischen Namens kennt man den Namen der Speise in Frankreich nicht.
Das Dessert besteht aus kaltem Reisbrei, Schlagsahne, Mandeln, Zucker und Vanille.

## Geschichte

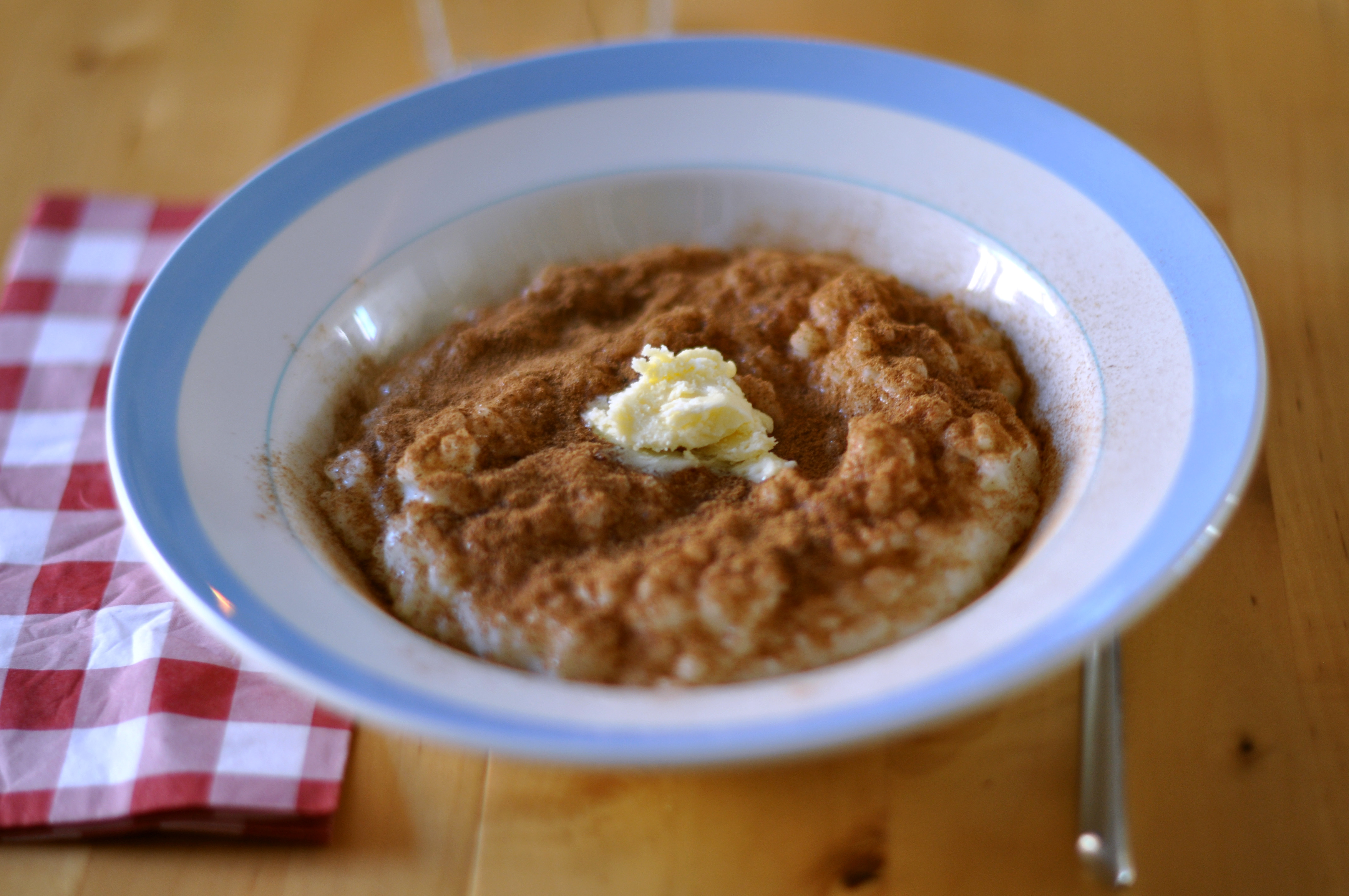
Reisbrei mit Zimt und Butter

Risalamande ist ein dänisches Phänomen, das seit etwa 1900 bekannt ist, als Menschen in bürgerlichen Kreisen begannen, Risalamande mit Kirschsauce zu Weihnachten anstelle von Reisbrei (dänisch risengrød) zu servieren. Früher war Reisbrei aus importiertem Reis und Zimt ein exklusives Essen. In den ersten 50 Jahren des 20. Jahrhunderts war Reisbrei das häufigste dänische Weihnachtsgericht.

### Mandelgeschenk
Noch bevor es üblich wurde, Risalamande zu essen, war der weihnachtliche Brauch bekannt, demjenigen, der die einzige ganze Mandel im Reisbrei fand, ein Mandelgeschenk (dänisch mandelgave) zu geben. In vielen Familien ist es heute immer noch Tradition, die Mandel im Reisbrei zu verstecken. Oftmals ist das Mandelgeschenk ein Marzipanschwein oder Pralinen, ein Buch oder etwas Ähnliches.
Erst in der Zeit der Rationierung während und nach dem Zweiten Weltkrieg wurde Risalamande zum beliebtesten dänischen Weihnachtsdessert. Dänische Hausfrauen konnten in Frauenzeitschriften lesen, wie sie den Reisbrei durch Hinzufügen von Schlagsahne (oder einem Ersatzprodukt, da Sahne knapp war) strecken konnten. Der Mangel an Mandeln veranlasste manche, die zu findende ganze Mandel durch einen Knopf zu ersetzen, da sie glaubten, dass sie Risalamande nicht ohne ein traditionelles Mandelgeschenk servieren könnten.
Es wird angenommen, dass die Tradition des Mandelgeschenks von einem französischen Brauch aus dem 16. Jahrhundert stammt, als in den Adelskreisen zu Trinitatis eine Bohne in einer „Torte der Heiligen Dreifaltigkeit“ versteckt wurde. Derjenige, der die Bohne fand, wurde „König“ mit dessen Privilegien. Man vermutet, dass das Mandelgeschenk um 1800 entstanden ist, als die Bohne durch eine Mandel und der Dreifaltigkeitskuchen durch den Reisbrei ersetzt wurde.

### Zubereitung
Das Dessert besteht aus Reis, Milch, weißem Zucker, Vanille, Schlagsahne und Mandeln. Im Rezept für Risalamande in Frøken Jensens Kogebog von 1901 werden noch Sherry und Gelatine hinzugefügt.

„Kochen Sie zuerst Milch (oder Wasser) und Reis (Brei oder lose) zu einem Brei. Wenn er erkaltet ist, heben Sie die Schlagsahne unter und geben die gehackten Mandeln dazu, um eine lockere Konsistenz mit etwas Crunch zu erhalten. Anschließend mit Zucker, Rum (oder Rumessenz oder „Rum-Aroma“) und Vanille abschmecken. Das Gericht wird mit (kalter oder heißer) Kirschsauce serviert.“

## Schwedische Variante
In Schweden ist das Dessert als „Reis à la Malta“ bekannt und wird mit eingelegten Mandarinen gegessen anstelle von Kirschsauce. Es gibt auch eine Version mit Orangen: Orangenreis. Eine schwedische Tradition besagt, dass derjenige, der die Mandel bekommt, innerhalb eines Jahres heiraten wird.